# Uzra Jafari
Uzra Jafari (em persa: عُذرا جعفری) foi nomeada como a primeira mulher prefeito no Afeganistão pelo Presidente Hamid Karzai, em dezembro de 2008. Ela se tornou prefeito de Nili, uma cidade na Província de Daikondi, do Afeganistão. Jafari também é escritora, e tem dois livros publicados até agora. Ela pertence ao grupo étnico Hazara. Seu primeiro nome, às vezes, é escrito Azra.

## Vida pessoal
Uzra Jafari concluiu o ensino médio em no Irão enquanto viveu como uma refugiada, e continuou a sua formação em Obstetrícia na escola em Cabul, em 2005. Após a remoção dos talibãs no final de 2001 e o estabelecimento da nova administração Karzai, ela voltou e participou na Emergency Loya Jirga, em Cabul. Ela tem uma filha que nasceu em 2005.

## Carreira
Uzra Jafari foi editora-chefe da revista social e cultural afegã Farhang, em 1998. Mais tarde, fundou uma escola para refugiados afegãos no Irão, enquanto ela estava trabalhando como Oficial Encarregada de Refugiados do Centro Cultural. Em 2001, Jafari se juntou a Emergency Loya Jirga, em Cabul. Em dezembro de 2008, foi nomeada como a primeira e única mulher perfeito no Afeganistão. Ela foi apontada como a prefeito da cidade de Nili.

## Publicações
Uzra Jafari é uma escritora, e ela já escreveu dois livros desde que ela regressou ao Afeganistão. Ela contribuiu no primeiro livro The Making of the New Constitution of Afghanistan, que é sobre o sistema político e os processos no Afeganistão, que foi publicado em 2003. O segundo, que fala sobre o direito do trabalho e os direitos das mulheres afegãs no mercado de trabalho é intitulado I am a Working Woman. Ela é o único autor do livro, que foi publicado em 2008.

## Prémios
Uzra Jafari foi premiada com o Meeto Memorial Award no Conselho Nacional das Artes do Paquistão pelo seu trabalho e pelo seu o compromisso com o desenvolvimento social.